# Mighty Mightor (série animada)
O Poderoso Mightor é um super-herói dos desenhos animados da Hanna-Barbera. As aventuras de Mightor dividiam o tempo com o desenho animado de Moby Dick (no original inglês, Moby Dick and the Mighty Mightor). Criado por Alex Toth, o show foi exibido pelo canal estado-unidense CBS de 1967 a 1969.
A identidade secreta de Mightor era a do homem das cavernas Tor, que se transformava em super-herói graças ao poder de sua clava mágica. Ele também transformava seu mascote dinossauro em uma fera voadora (Tog).
Mightor protegia o vilarejo onde morava junto com seus amigos: o chefe Pondo e seus filhos Sheera e Rok. Rok vivia se fantasiando de Mightor e sem poderes, se colocava constantemente em perigo junto com seu mascote, o pássaro Dodo Ork. Sheera também tinha seu próprio mascote, o mamute Bollo.

## Origem
Na abertura de cada aventura era apresentada a seguinte narrativa:
"Durante uma caçada Tor e seu fiel companheiro Tog salvam um velho eremita. Em agradecimento o velho dá a Tor uma clava que possui grandes poderes. Tor levanta a clava e transforma-se no poderoso Mightor, assim como Tog num dragão que lança fogo. Juntos eles se tornam os defensores dos fracos e dos inocentes. O poderoso Mightor!"
Pode-se notar que há semelhanças entre o eremita e o Mago Shazam, ambos mediadores de poderes fantásticos e mágicos. Assim como Thor, quando possuía uma identidade secreta, Tor possui uma arma mágica que possibilita sua transmutação.
Mightor faz também lembrar outros Super-heróis de televisão que têm mascotes que ganham superpoderes: He-Man, trata-se do Príncipe Adam que, usando uma espada mágica, se transforma instantaneamente no super-herói He-Man na série He-Man and the Masters of the Universe, e seu mascote Pacato no poderoso Gato Guerreiro. She-Ra que se trata da Princesa Adora, que usando uma espada mágica se transforma instantaneamente na She-Ra, e seu mascote o cavalo falante Espírito (She-Ra) no Unicórnio alado Ventania (She-Ra) no desenho She-Ra, Princess Of Power. O Jovem Sansão que se trata do garoto Sansão e seu cachorro Golias; ao bater seus braceletes o jovem Sansão se transformava instantaneamente no gigante Sansão bíblico, dotado de força sobre-humana e seu cachorro Golias num leão que dispara raios.
No Brasil, o nome do herói Mightor, foi usado como alcunha de um famoso narcotraficante do Rio de Janeiro, o que fez com que a série fosse esquecida.

## Poderes
Uma vez transformado no super-herói apresenta:
- Força sobre-humana: uma força muito maior do que a de um ser humano normal e de outros monstruosos seres pré-históricos daquele período.
- Resistência física sobre-humana: resistência a golpes fatais, avalanches, soterramentos, com manifestação de um surpreendente vigor durante longos períodos e aparente invulnerabilidade as formas de danos físicos relacionadas com fogo, frio, choques ou força extrema.
- Voo: a capacidade de desafiar e naturalmente operar de forma independente da gravidade e impulsionar-se através do ar à vontade, tal qual o Superman. Consegue ainda flutuar e mudar da direção do voo.
- Coragem sobre-humana: noção de perigo reduzida e capacidade aumentada para encarar os piores perigos imaginados com destemor.
- Transformação física rápida: mudança instantaneamente da aparência física tornando-se de maior estatura e compleição física avantajada.
- Comunicação direta com o seu animal-aliado: habilidade de conduzir estrategicamente o ataques de Tog, transformado num dragão voador cuspidor de fogo, contra os seus adversários.
- Controle mágico de sua clava: através desta potente arma consegue gerar raios, desferir golpes poderosos ampliados, iniciar cataclismos de modo controlado como erupções, além de possibilitar outros encantamentos de ataque misteriosos e desconhecidos.

## Dubladores

### Nos Estados Unidos
- Mightor: Paul Stewart
- o jovem Tor (alter-ego de Mightor): Bobby Diamond
- Tog: John Stephenson
- Chefe Pondo: John Stephenson
- Sheera: Patsy Garrett
- Pequeno Rok: Norma McMillan
- Ork: John Stephenson

### No Brasil
- Mightor: Domício Costa
- o jovem Tor (alter-ego de Mightor): Carlos Marques e Rodney Gomes
- o dragão alado Tog (mascote de Tor/Mightor): efeitos vocais de John Stephenson mantidos no original
- Chefe Pondo: Jomery Pozzoli, Darcy Pedrosa e Ênio Santos
- Sheera (filha do chefe Pondo): Ângela Bonatti
- Pequeno Rok (o irmão caçula de Sheera): Glória Ladany e Ângela Bonatti
- O pássaro dodô Ork (mascote do Pequeno Rok): efeitos vocais de John Stephenson mantidos no original